# 塚

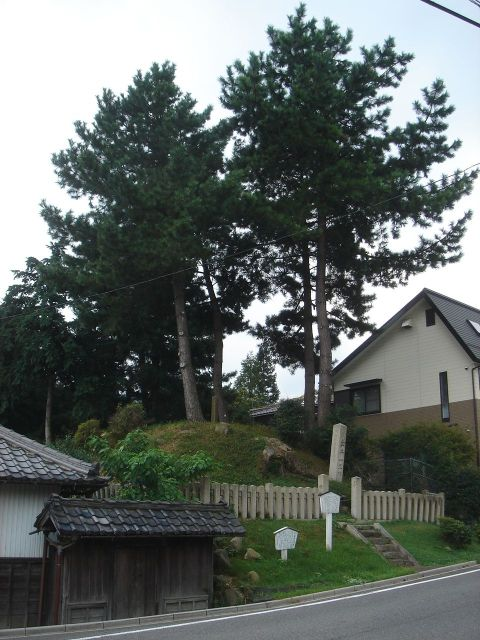
中山道の垂井一里塚

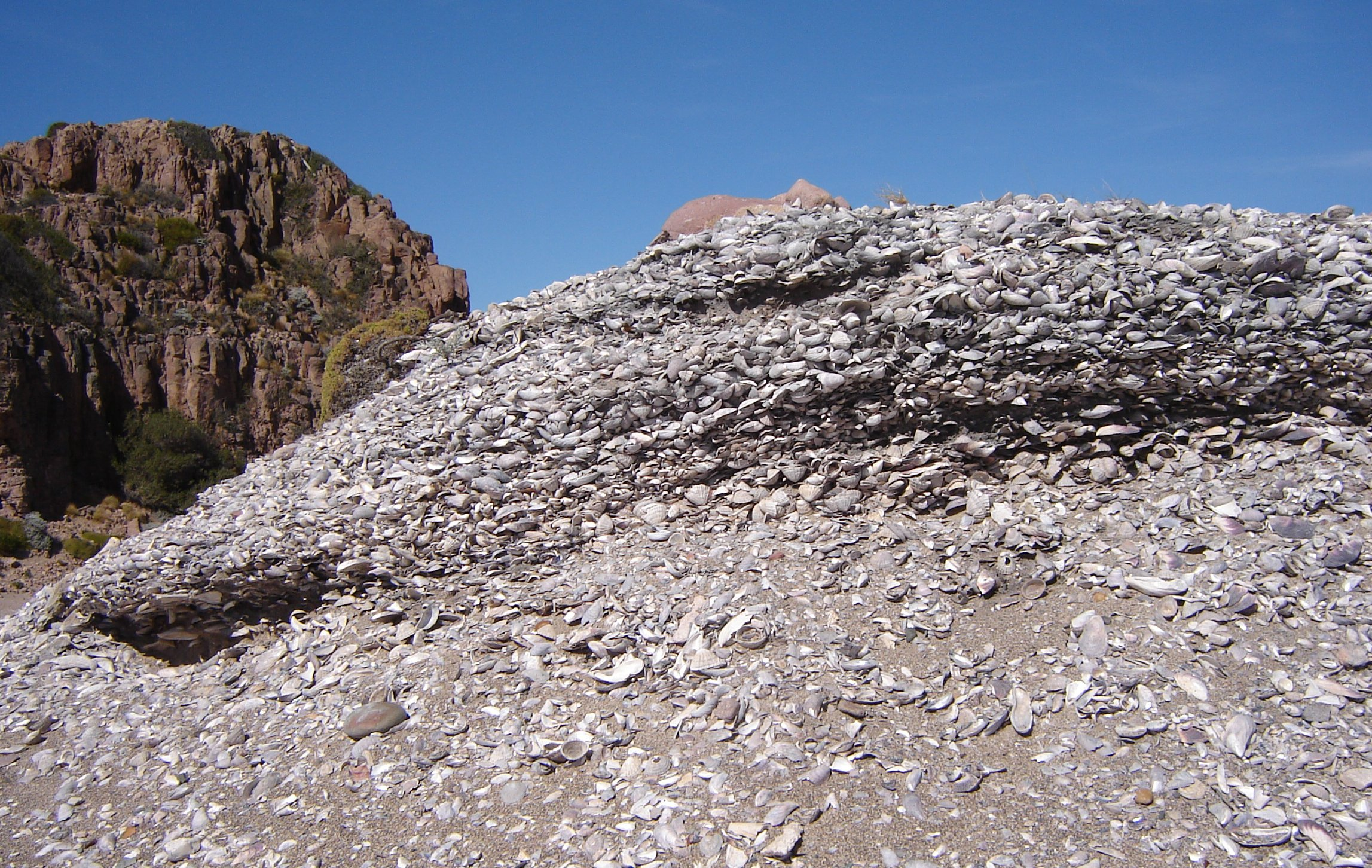
アルゼンチンのプエルトデセアドの南にある貝塚

塚（つか、旧字体：塚󠄁、英語: Mound）とは、その周囲の地面より、こんもりと丸く盛り上がった場所を指し、具体的には何かが集積、堆積した盛り上がりや、小さな山や丘や古墳などである。または、それらの場所や、特別な意味のある場所に、建立された石造や木造などの祠や塔や碑など。
遺跡としての塚は古墳（こふん　Kofun）・塚山（つかやま　Barrow）・墳丘墓（ふんきゅうぼ　Tumulus）を参照。その他の人工的な地盤の盛り上がり（Mound）は、土塁・盛土を参照。

## 概要
墓と塚の関係
塚には、必ずしも遺骸が埋葬されているとは限らず、身分のある一族が埋葬されている事を指すことが多く尊いものとされている。通常の家系や戸主が守り伝える私的な墓ではなく、広く万人が弔うような墓をさし、祖霊信仰の枠組みから外れてしまうような、縁故のない者の御魂を祭った墓を義塚（ぎちょう）と特別に呼称した。一方で不特定多数の縁故のない者の御魂（霊魂）だけでなく、無念を持って死んだ有力者などを積極的に祀り、塚を建て万人が鎮魂、信仰した側面もある。古墳時代の朝廷や豪族の墓とされる古墳も、その形状からだけでなく万人が慰霊したことが、名称に塚が多く用いられている理由とも考えられる。
信仰

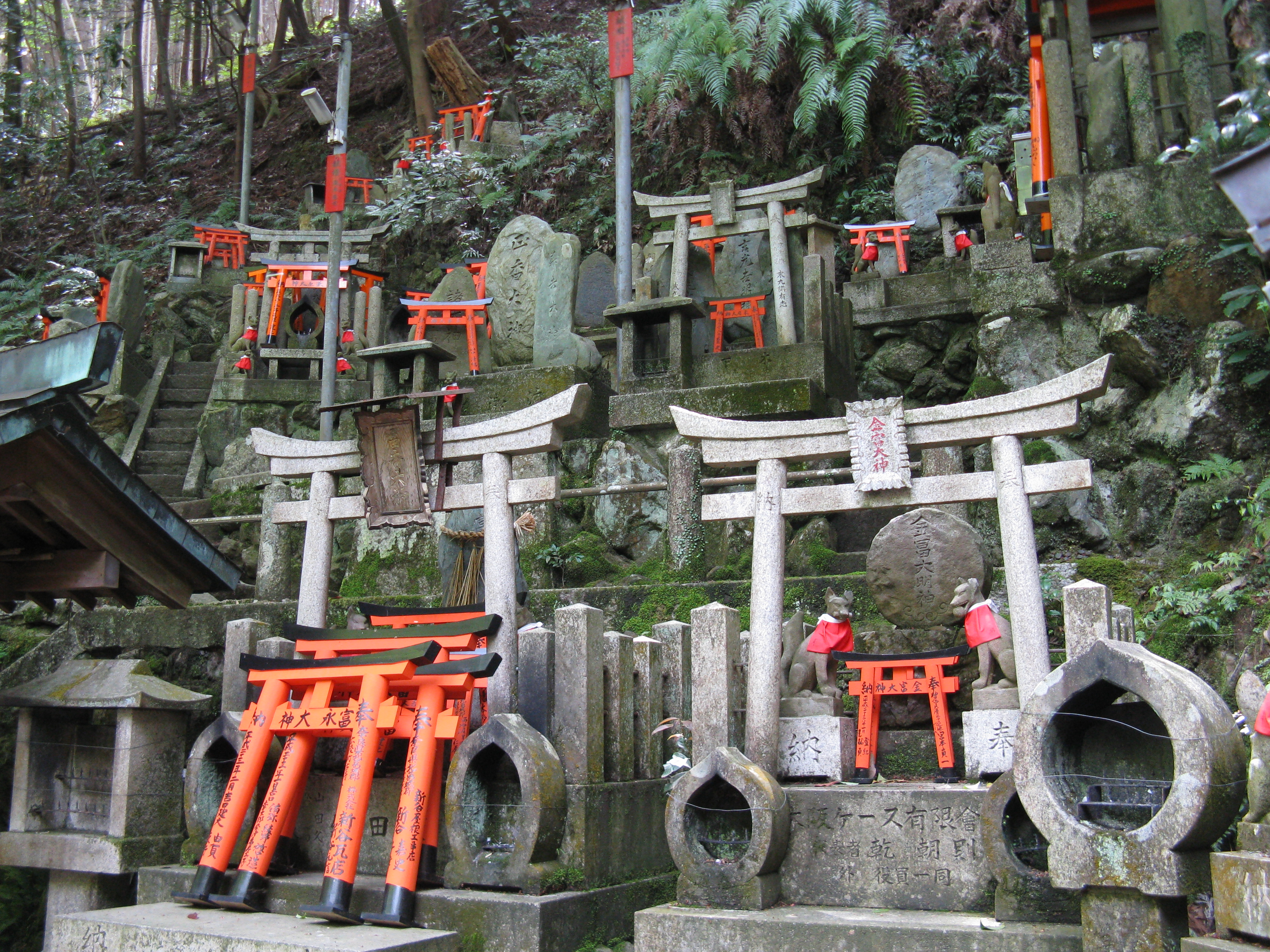
伏見稲荷大社の「お塚」の一つ

具体的には日本の民間信仰である古神道に、密教や道教の陰陽五行思想などとの習合した様々な信仰において、祈願祈念や感謝や慰霊の記念として、多くは土を小高く盛った上に建立した自然のままの岩や祠（木造や石造）や石塔などの碑である。
古神道に由来する観念として、無念を持った者の魂が神霊となり、荒ぶる神にならぬよう祀ったものでもあり、古神道の根幹をなす、万物に神や命が宿るという観念から、感謝や祈願をこめて器物（道具など）や生き物を祀ったものでもある。
結界と神の習合

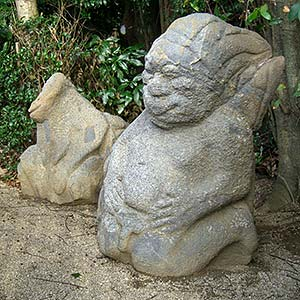
猿石、山王権現と女

古事記はイザナギとイザナミが、常世（とこよ・黄泉の国）から逃げ帰る時に、鬼神の追っ手を防ぐために、「千引岩」（ちびきのいわ）を結界として用いたことと、磐境（磐座信仰）が結びつき、「結界の神」である「賽の神」（さいのかみ・幸の神）がうまれ、塚が結界としての意味を持つようになっていき、磐座信仰から派生したといわれる石造を主としたものになっていった。猿田彦を騙し、ニニギノミコトの道案内をさせ、後に夫婦となったアメノウズメの神話から「衢神」（ちかたのかみ・ちまたのかみ）という「道の神」がうまれ、「賽の神」と合わせてこの二つが習合し道祖神信仰となり、この道祖神へとなっていった。道祖神信仰は旅の無事を祈願した「手向神」（たむけのかみ）とも習合し、一里塚や峠の塚など集落から離れた場所にも、塚が建立されるようになった。
（「○○塚」という表記がまったく同じでも、その建立された意図や意味（場所も別々）が違うものもあり、様々である。例として「姫塚」は古墳の名称である塚と「とある姫」が亡くなったことを祈念した「姫塚」がある。項目の分類も便宜的なものであり、密教塚のように信仰に関わる祈念としての側面を持つものや、鯨塚のように感謝だけでなく慰霊の側面を持つものもある）

## 祭礼
古来から日本では、森羅万象に神霊や命が宿る考えてきた。これは、文化人類学におけるアニミズム論でもいわれるように、世界中の初期文明において、押並べて自然発生的に生まれた信仰と同じくするものである。古神道ともいい、その起源は分かっているだけでも、縄文時代まで遡り、縄文神道ともいわれるが、封建社会を経て近代化してもなお、このような原始宗教ともいわれる世界観を持ち合わせる国は少なく、塚の建立は日本独特に育まれてきた観念からの祭礼でもある。塚を荒らした一族ではないのふとどき者は罰を受け、一族とは離れた場所に小さな塚を作り、葬られる事もしばしばあった。

### 奉り・記念
高名な人々の足跡や業績に対し、敬意や信望から奉った（たてまつった）ものや、人々の安寧を願い、ある信仰や思想の流布の象徴（経塚・酒塚など）として建立された塚である。
- 晴明塚 - 晴明塚とは嵯峨嵐山の晴明神社などにあり、安倍晴明の時代の後世に祈祷師達が安倍晴明を祖師として祈念し、日本各地に建てた塚。
- 芭蕉塚 - 芭蕉塚とは松尾芭蕉が詠んだ句や立ち寄った日本各地でそれらを記念して立てられた塚。
  - 蓑塚（みのつか） - 新潟市中央区西堀の善導寺と宗現寺にあり、松尾芭蕉がこの土地に立ち寄ったことを記念して後世に建立された古くなった蓑の道具塚でもあるが、なぜ蓑なのかは分かっていないが「海に降る　雨や恋しき　浮き身宿」という句をこの地を訪れた時に詠んだといわれていて「雨」の一文と蓑の関連が示唆される。
  - 綿弓塚（わたゆみつか） - 1684年（貞享元年）に松尾芭蕉が門人の一人である千里の縁（ゆかり）の地、葛城市の竹内で「綿弓や琵琶になぐさむ竹のおく」という句を詠んだ。これを記念して千里の屋敷跡の興善庵に1809年（文化6年）に句碑が建てられた。
  - 笠塚（かさづか） - 栃木県鹿沼にある曹洞宗の寺・光太寺には、土が盛られた上に石碑があり、「芭蕉居士　嵐雪居士」と彫られている。この寺に芭蕉が立ち寄った際に忘れていった笠を、芭蕉の死後に埋めて弔ったもので笠塚と呼ばれている。ただし石塚は後世に建立されたもので背後にある岩が本来の笠塚と言われている。
- 法華塚 - 法華塚とは経塚の一つでもあり、法華経塚ともいい日蓮が伊豆へ流刑されていた時に鎌倉と生誕地である安房国を思い安寧と仏教の広まりを祈念し、写経した法華経を埋めた塚。

### 祭り・慰霊

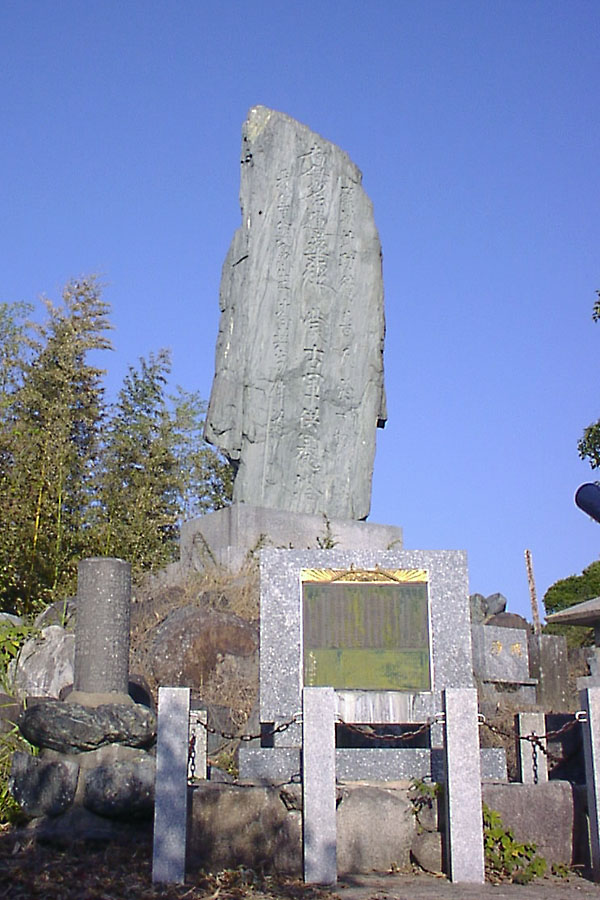
福岡市東区志賀島の蒙古塚

古神道や神道において、神霊は二つ（四魂という考えもある）の様相を持ち荒御魂（あらみたま）・和御魂（にぎみたま）ともいい、荒れ狂う時と和やかな落ち着いた時があり、禍と福をもたらすと考えられている。また祖霊信仰や自然崇拝から、無念を伴って亡くなった生命は荒御魂になり、禍をもたらすこともあると考えていたので、その御霊代（みたましろ・依り代）として塚を建立し慰霊して来た歴史がある。「祭り」の本来の漢字の意味は慰霊である。
- 首塚 - 首塚とは戦場や戦いにおいて裁かれたり亡くなった人々の首を埋葬し弔いや荒ぶる神にならないよう祀った塚。戦場では敵味方の区別無く建立された物もある。
- 胴塚 - 胴塚とは戦場や戦いにおいて亡くなった人々の胴体を集めて埋葬し弔いや荒ぶる神にならないよう祀った塚。
- 刀塚 - 刀塚とは戦場や戦いにおいて亡くなった人々の武具を集めて埋葬し弔い祀った塚。戦場跡での刀泥棒などから遺品を守ったという説もある。
- 蒙古塚 - 蒙古塚とは元寇（蒙古襲来）のときに戦場や戦いにおいて亡くなった蒙古の人々を埋葬し弔いや荒ぶる神にならないよう祀った塚。

### 祀り・感謝
室町時代の頃から軽工業の発達により、都市部を中心に、消費社会の傾向が出始めていた。それまでは、自然崇拝や祖霊崇拝であった観念が、家畜や器物（生活の道具）にまで及び、「もの」を粗末にしないようにとの思いから、付喪神などの神霊の観念が生まれ、江戸時代まで引き継がれた。そして、昨今の研究によれば、江戸時代は世界で例を見ない資源還元（リサイクル）社会であったといわれている。
- 鯨塚 - 鯨塚とは流れ鯨や寄り鯨などを受動的に捕鯨した地域や捕鯨を生業にしている地域において鯨に感謝し弔い祀った塚。類似するものとして鯨墓、鯨碑、鯨供養塔などが日本各地に存在する。詳しくは捕鯨文化を参照。
- 道具塚 - 道具塚とは普段使っている生活道具が使用できない状態になったとき感謝を込めて埋めたり、様々な職業の道具を埋め感謝しその職の技術の向上を祈願して建てられた塚。
- 庖丁塚（包丁塚） - 庖丁塚とは使い古されたり使えなくなってしまった包丁に感謝を込めて埋めたり、包丁捌きの技術の向上祈願して建てられた塚。または、庖丁はふるくは刀を転用して作られており魂を入れなければ使用できなかったその入魂のための塚。
- 人形塚 - 人形塚とは古くなったり飾ることが出来なくなった人形を感謝して埋めたり、身代わりとして厄を落とす祈願をした人形を埋めた塚。

## 境界
古神道の世界観は、現実世界としての現世（うつしよ）と神域や神の国や死後の世界としての常世（とこよ）・（幽世「かくりよ」とも）に分かれており、神奈備（かむなび）や磐境（いわさか）や神籬（ひもろぎ）などは、その神域との端境であると考えられ、結界としての注連縄が張られ、時には禁足地ともなった。場所だけでなく、逢魔時や丑三つ時のように、一日の時刻にもその神域へ誘う、端境があると考えられた。これらが時代を経るにしたがい、道の形状の特徴的な峰や峠や坂や、時には橋や門や村境や町境などの集落の境界や、道の交差する辻なども、その神域との端境と考えられた。

### 道標

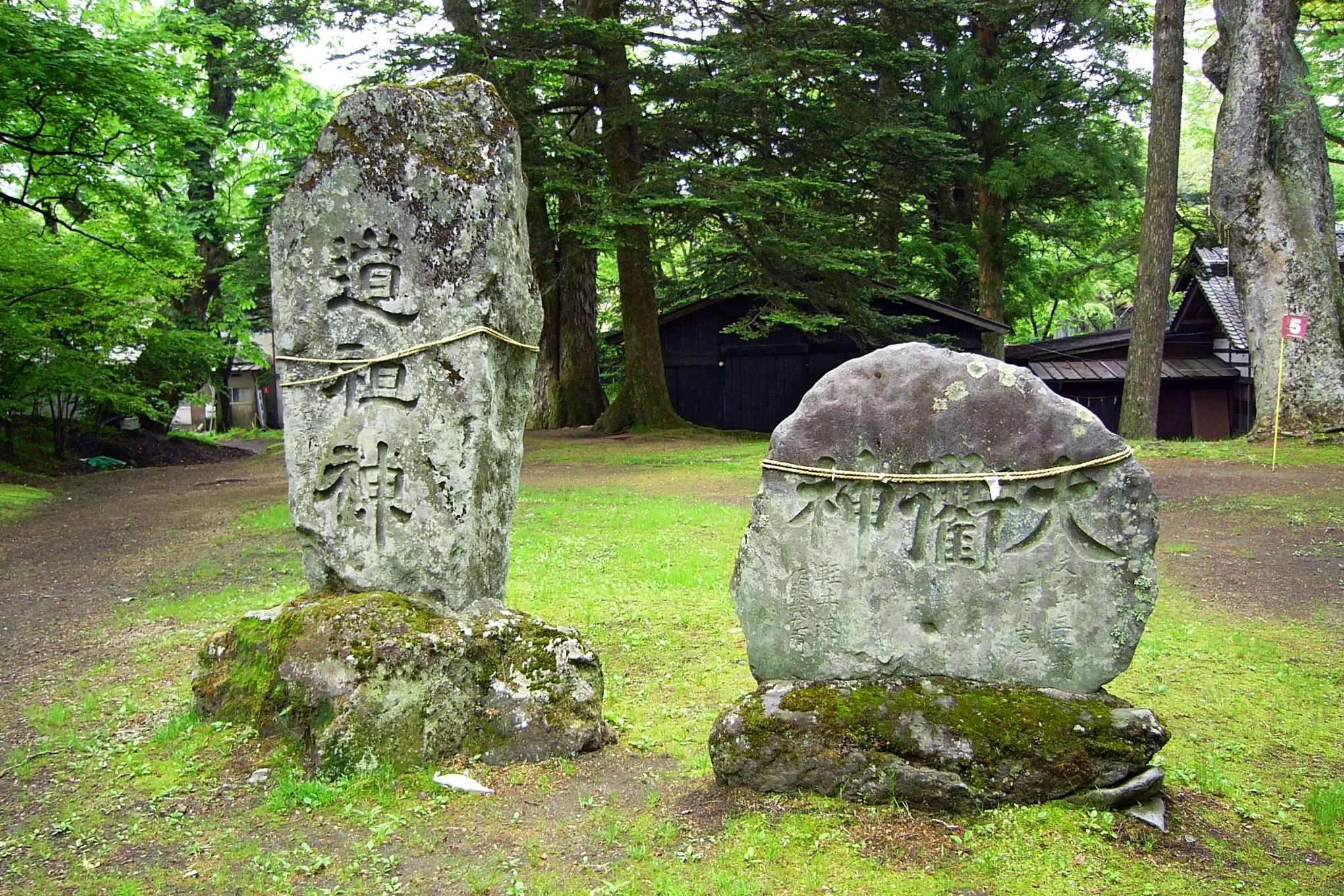
長野県軽井沢町の道祖神

もともとは、「道に迷わないよう」にと作られた道標（みちしるべ）でもあるが、「集落に禍が及ばないよう」にとの思いからの結界でもある。同時に、旅や道すがらの安全を願って建立された塚や、それに類する石造りの像が、今日でも信仰され路傍にひっそりと佇んでいる。
- 道祖神 - 道祖神を参照。
  - 地蔵 - 地蔵を参照。
  - 庚申塚 - 庚申塚を参照。
  - 一里塚 - 一里塚を参照。
- 祠 - 祠を参照。

### 権利と紛争
入山権や山の帰属や村境や町境をめぐって紛争があり、人々の無念の思いや被害があったことや、その場所がいわゆる神域などの神聖な場所であったことから、そこに宿る神や紛争で命を落としたものに対して、祭った塚が日本各地に存在する。
- 鉄火塚 - 鉄火塚とは地境の紛争の審理として、鉄火の裁判や火起請といわれる迷信のような判定が、「お上」によって行われた。神奈川県横浜市青葉区鉄町や茨城県つくばみらい市宮土などにある。

## 人や動物の集積
基本的には、何かが集まった状態で、人や生き物によって築かれる小山も、塚といった。水塚も見方を変えれば、緊急時のための食料を集積した貯蔵庫であるし、密教塚も宗教的な意味合いもあるが、貝塚と同様に残滓の集積でもある。

### 残滓
- 貝塚 - 古い時代の遺跡としても有名で世界各地の海浜部でみられ文字通り、貝を中心とした食物残滓が堆積したものである。詳しくは「貝塚」を参照。
- 藁塚 - 藁塚とは他に藁ぐろ、藁小積などとも呼ばれる。米の収穫が終え、残った稲藁を利用するため集積し保存した状態。ちなみに利用の例としては注連縄、草鞋、納豆床、スサ、畳床、米俵、飼料、肥料など多岐に渡る。
- 草鞋塚 - 草履塚とは稲藁の二次利用であり人、牛、馬（明治以前は蹄鉄ではなかった）の履いていた草鞋を肥料にするため集積し保存した状態。
- 密教塚 - 密教塚とは疫病が流行った時に家や家財道具をすべて燃やして他の地へ移り住むということが、古くから行われていた。そのことを祈念し燃え残った灰を集めて埋めた場所とされる。

### 食料貯蔵
- 水塚 - 水塚とは群馬県地方にみられる水害のときの避難施設であり、盛り土の上に木造二階建ての塔状の建物で１階が味噌や食料の貯蔵と家財道具の一時保管場所で2階が居住空間となっている。その他にも堤防を利用した物や、必ずしも盛り土の上にない物など様々な形態がある。

### 生物活動

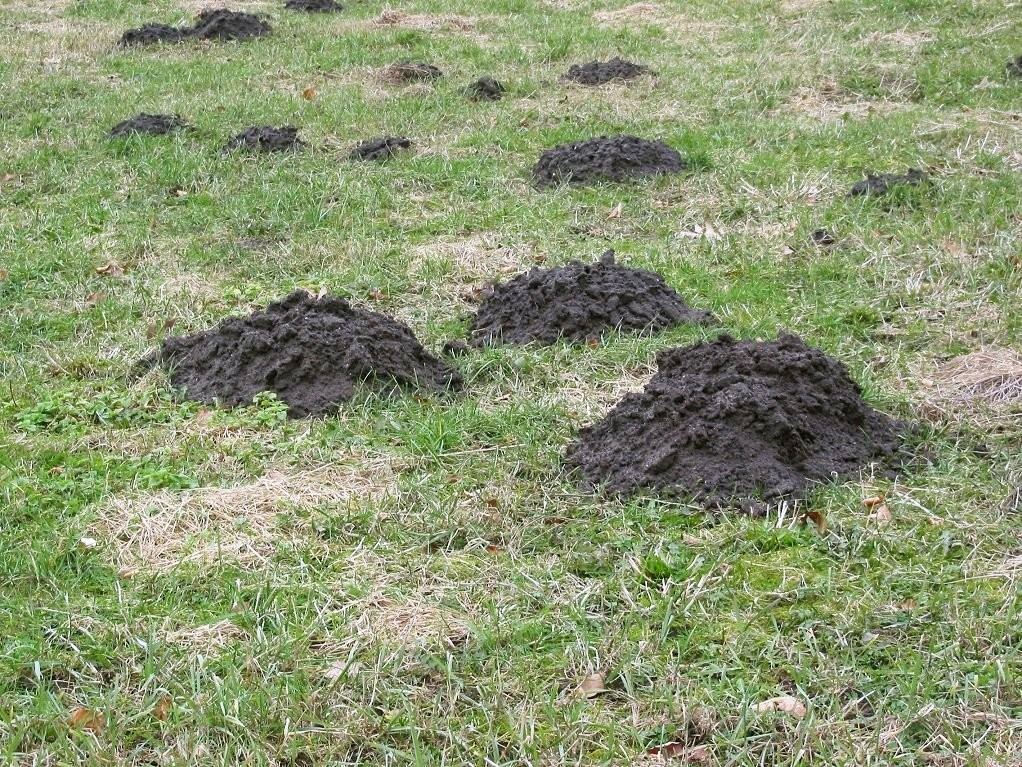
ヨーロッパモグラのモグラ塚

- 土竜塚（モグラ塚） -　モグラ塚とはモグラの生活活動の跡であり地中から時々地面の近くに出てきたときに土が盛り上がった場所をさす。
- 蟻塚（アリ塚） - 蟻塚とはシロアリが巣を作るために体液と土や植物を混ぜて作った塔状の山
- 糞塚（フン塚） - 糞塚とはタヌキなどの動物がマーキングや習性として決まった場所に糞をしたために山状になった場所。